# José Saña
José Saña Aubets es un político español nacido en Aviá en 1970. Abogado en ejercicio del Ilustre Colegio de Abogados de Barcelona (ICAB) y profesor de seguridad privada, en su etapa universitaria se adhirió a la FNEC (Federació Nacional d'Estudiants de Catalunya). En 1996 se licenció en derecho por la Universidad de Barcelona, realizando en los dos años siguientes estudios de Doctorado en Recursos Humanos de la Unión Europea y obteniendo en 1998 la Suficiencia Investigadora. Muy vinculado al movimiento sindical, en septiembre de 1997 ingresó en Comisiones Obreras (CCOO), donde permaneció varios años, hallándose actualmente vinculado a la Unión General de Trabajadores (UGT), donde ha sido delegado sindical y sigue desempeñando funciones en una sección sindical de empresa. En 2006 fundó el Centro de Estudios Políticos y Análisis del Bergadá (CEPAB), que presidió hasta octubre del año siguiente. A principios de 2007 fue nombrado vicepresidente comarcal del Partido Popular y vicepresidente de la agrupación local de Berga. En las elecciones municipales de mayo del 2007 encabezó la candidatura del Partido Popular al Ayuntamiento de Berga pese a mantener un perfil muy independiente del partido, llegando a reconocer antes de los comicios en el periódico Berguedà Actual que los Países Catalanes eran una realidad nacional. Elegido concejal, sus ideas siempre han sido muy polémicas, no solo por su perfil catalanista y sindicalista obrero. Propuso construir bloques de 20 plantas para paliar el problema de la vivienda y en octubre de 2007 fue señalado públicamente por homofobia a raíz del correo electrónico privado enviado a otro concejal del ayuntamiento de Berga, cuyo destinatario hizo público en rueda de prensa, donde se cuestionaban ciertos aspectos de la homosexualidad. Se retractó públicamente, arrepentido, tanto en un pleno municipal del Ayuntamiento de Berga como en los medios de comunicación, siendo disculpado también por el concejal destinatario del mensaje. Afín al exministro Josep Piqué, presidente del Partido Popular de Cataluña, en octubre de 2007 abandonó el Partido Popular cuando su apoyo fue cesado, fundó la Associació Política Berguedana (APB) y permaneció en el ayuntamiento de Berga como Concejal no adscrito defendiendo los intereses de sus votantes en la ciudad de Berga. En esa legislatura fue aprobada por unanimidad una moción promovida por el concejal Saña en la que solicitada al Ayuntamiento de Berga la retirada de la medalla de Oro al general Franco. Actualmente sigue la actividad municipal comarcal, sobre todo de su pueblo natal, Avià, como presidente de APB, entidad sin ánimo de lucro que se dedica al análisis de la política comarcal y muy especialmente al estudio de la producción normativa de las entidades locales. Actualmente milita en el Partit dels Socialistes de Catalunya (PSC) y sigue vinculado sindicalmente a la UGT de Catalunya.